# Dysnomie
Pour les articles homonymes, voir Dysnomie (homonymie).
Dysnomie (en grec ancien Δυσνομία / Dusnomía, du terme δύσνομος « sans lois ») est une déesse grecque mineure. Elle est une fille d'Éris et la personnification de l'anomie. Elle signifie le désordre civil, social et institutionnel. Elle est généralement accompagnée d'Adicie (l'Injustice), d'Até (la Fatalité) et d'Hybris (la Démesure). Son opposée est Eunomie (l'Ordre civil).

## Famille
Dans les Théogonies d'Hésiode, ce dernier mentionne sa mère, Éris (la Discorde), et ses frères et sœurs: Ponos (le labeur), Léthé (l'Oubli), Limos (la Famine), les Algos (La Douleur), les Hysminai (Batailles), les Makhai (Batailles), les Phonoi (Meurtres), les Androktasiai (les massacres), les Neikea (Querelles), les Pseudea (Mensonges), les Logoi (Histoires), les Amphillogiai (les Conflits), Até (la Ruine), et Horkos (le Serment).

## Contraire
Dans un fragment survivant des poèmes de Solon, un contraste est fait entre Dysnomie et Eunomie, un nom donné ailleurs à l'une des Heures, les incarnations de l'ordre. Toutes deux étaient des figures de rhétorique et de poésie; ni l'une ni l'autre ne figurant dans les mythes ou le culte religieux grec.

## Évocation moderne

### Astronomie
En 2005, Dysnomie a été choisie comme nom de la lune de la planète naine Éris.

## Sources
- Hésiode, Théogonie [détail des éditions] [lire en ligne] (v. 226 et 230).
- Solon (fr. 4 [édition (?)]).